# دانشگاه اروپایی تیرانا
دانشگاه اروپایی تیرانا (به لاتین: European University of Tirana) یک دانشگاه در آلبانی است که در تیرانا واقع شده است.